# 左右大局
《左右大局》（英語：The Tipping Point），是D100PBS台於星期一至五下午5:00至晚上7:30的時事烽煙節目。現時主持人為李慧玲、傑斯和余若薇。

## 歷史

### 商業電台時期
《左右大局》（英語：The Tipping Point）原本是香港商業電台的時事烽煙節目，播放時間為星期一至五（賽馬夜除外）下午6時半至晚上8時正。節目於2004年10月4日啟播，頂替黃毓民的《政事有心人》。初期由李慧玲及郭志仁主持。
節目較令聽眾印象深刻的，是聲援資深傳媒人程翔的過千日「聲音黃絲帶」行動、爭取灣仔「合和二期」Mega Tower降低密度、2011年日本地震發起「一人一支水，送水到日本」、發起「華麗重建」行動，及聲援香港電視網絡的「夢想日記」。
2011年9月9日，當時為候任廣播處長的鄧忍光被記者考他有沒有聽過《左右大局》，他頓時露底，誤將商台節目當作港台製作，還說「我有聽過很多港台節目」。
2007年3月19日《左右大局》節目談論前一天遊行有社會民主連線成員搶咪事件時經常針對社會民主連線，所以內容引發該政團主席和時事評論員黃毓民於網絡電台MyRadio公開指責。

#### 主持變化
2012年7月起，李慧玲及郭志仁被調至早上節目《在晴朗的一天出發》，此節目改由黃潔慧和陳聰主持。2013年11月18日起，李慧玲重返此節目，與黃潔慧共同主持，陳聰則被調往《晴朗》。由於2014年2月12日李慧玲遭商業電台突然解僱，而當日為賽馬夜，《左右大局》暫停播映，翌日起改為黃潔慧獨自主持。黃日安則在2月末加入。節目播放剛好9年半，於2014年4月4日播出最後一集，並在4月7日起被《人民大道中》取代，黃潔慧同日亦調往《晴朗》。

### D100時期
2016年3月29日，李慧玲離開蘋果日報短暫休息後，加入D100由吳志森主持的黃昏時事烽煙節目《風波裏的自由PHONE》。4月25日，吳志森被調至早上節目《風波裏的茶杯》，由李慧玲和傑斯主持該節目。
同年8月1日，李慧玲將《風波裏的自由PHONE》更名為《左右大局》，正式接管PBS台黃昏時段，也代表《左右大局》正式復活。節目主持人固定為李慧玲、余若薇及傑斯。
2018年7月20日 李慧玲在節目《左右大局》透露，本月初收到由前特首梁振英發出的律師信，指她在6月28日的節目間的評論有誹謗之嫌，要求道歉。李慧玲已委託何俊仁的律師行代為回覆，她強調評論有可靠消息來源，而作為時評節目，自己是基於公眾利益而作出公允評論，不會道歉。

## 外部連結
- 《左右大局》於D100 Radio 節目重溫版面 （页面存档备份，存于）
- 《左右大局》於881903.com的節目重溫版面 （页面存档备份，存于）
- 《左右大局》於881節目區的留言版
- 《左右大局》Facebook專頁 （页面存档备份，存于）

| 香港商業電台 雷霆881商業一台節目 |                                     |                     |
| 上一節目 政事有心人              | 左右大局 2004年10月4日-2014年4月4日 | 下一節目 人民大道中 |

| 前一節目： 傍晚新聞專輯 | 雷霆881商業節目 星期一至星期五 下午6時半至晚上8時正 | 下一節目： 杏林茶 |

| D100 PBS台節目             |                        |               |
| 上一節目 風波裏的自由PHONE | 左右大局 2016年8月1日- | 下一節目 未定 |

| 前一節目： 恩典時刻 | D100 PBS台節目 星期一至星期五 下午5時正至晚上8時正 | 下一節目： 星期一: 毛本土 星期二: 學運連線 星期三: 有傘友聚 星期四: 長Q直進 星期五: 民間約章 |